# Pronophila
Pronophila is een geslacht van vlinders uit de onderfamilie Satyrinae van de familie Nymphalidae, onderfamilie Satyrinae. De wetenschappelijke naam werd in 1849 voor het eerst gepubliceerd door Edward Doubleday. De soorten van dit geslacht komen voor in Zuid-Amerika.

## Soorten
- Pronophila attali
- Pronophila bernardi
- Pronophila cordillera
- Pronophila colocasia
- Pronophila cuchillaensis
- Pronophila epidipnis
- Pronophila intercidona
- Pronophila isobelae
- Pronophila juliani
- Pronophila margarita
- Pronophila obscura
- Pronophila orcus
- Pronophila rosenbergi
- Pronophila thelebe
- Pronophila timanthes
- Pronophila tremocrata
- Pronophila unifasciata